# Edison-Fonográf Album
Az Edison-Fonográf Album a Fonográf negyedik nagylemeze, amely 1977-ben jelent meg.
A Fonográf együttes negyedik lemezével a hangrögzítés atyjának, Thomas Alva Edison-nak, és találmányának állít sajátos emléket. Edison ez esetben nem csak feltaláló, hanem a zenekar "keresztapja" is, hiszen az együttes Edison korszakalkotó találmányáról nevezte el magát. Ez a Fonográf album sem mentes slágerektől, az Edison Magyarországon, a Jöjj kedvesem, vagy a Köszönöm, doktor úr, a mai napig ismert dalok.
A felvétel a MAFILM Stúdióban készült 1977-ben.
- zenei rendező - Dobó Ferenc
- hangmérnök - Peller Károly
- borító - Varga Judit, Hegedűs György

## Az album dalai
1. Edison Magyarországon (Szörényi Levente-Bródy János)
2. Viktória (Szörényi Levente-Bródy János)  -  rögzítés napja: 1977. augusztus 17.; Budapest - PEPITA stúdió
3. Jöjj, kedvesem (Tolcsvay László-Bródy János)
4. 1911 (Szörényi Levente-Bródy János)
5. Glória (Tolcsvay László-Bródy János)
6. Vén vagyok, akár a Föld (Szörényi Szabolcs-Bródy János)
7. Álomszép regény (Szörényi Levente-Bródy János)
8. Műkritika (Móricz Mihály-Bródy János)
9. Gépzene (Tolcsvay László-Bródy János)
10. Sajnálom, hogy így esett (Tolcsvay László-Bródy János)
11. Szenvedély (Szörényi Levente-Bródy János)
12. Köszönöm, doktor úr (Tolcsvay László-Bródy János)

## Fonográf együttes
- Szörényi Levente - gitárok, ütőhangszerek, ének
- Bródy János - gitár, steel gitár
- Tolcsvay László - ének, billentyűsök, gitár, banjo, szájharmonika
- Móricz Mihály - gitárok, ének
- Szörényi Szabolcs - basszusgitár, ének
- Németh Oszkár - dob, ütőhangszerek

## Közreműködő zenészek
- Benkó Dixieland Band

Benkó Sándor - klarinét
Zoltán Béla - trombita
Halmos Vilmos - zongora
Nagy Iván - harsona
Vajda Sándor - bőgő
Nagy Jenő - bendzsó
Járay János - dob
- Nagy Marcell - klarinét, tenorszaxofon
- Deseő Attila - altszaxofon
- Dés László - tenorszaxofon
- Bácskai János - próza
- MHV Szimfonikus zenekar; karmester - Balassa P. Tamás